# لويس هوغن
لويس هوغن (بالإنجليزية: Louis Hogan)‏ هو عسكري أيرلندي، ولد في 1921، وتوفي في 21 يونيو 2001.